# كوجي ناكانو
كوجي ناكانو (Nakano Kōji 中野 孝次، ولد 1 يناير 1925 - توفي 16 يوليو 2004) كان روائيًّا يابانيًّا ومترجم للأدب الألماني وناقد أدبي في فترة شووا باليابان.

## سيرة ذاتية
وُلِد ناكانو في إيشيكاوا، تشيبا، كابن لنجَّار. وكان خِرّيج قسم الأدب الألماني من جامعة طوكيو في عام 1950. من 1952 حتّى 1981، كان يعمل أستاذاً في جامعة كوكوجاكوين.
ولُوحِظ ناكانو لترجماته لأعمال فرانز كافكا وهانس إريك نوساك إلى اللغة اليابانية.
في عام 1976، نشر مجموعة من المقالات، Buryugeru e no tabi ("رحلة إلى بروغل")، التي فازت بجائزة نادي اليابان لكتّاب المقالات وأتبع ذلك مع سلسلة من كتب السّيرة الذّاتيّة: Mugi Uru hi ni ("عندما ينضج القمح"، 1978)، والذي حصل على جائزة هيراباياشي تايكو الأدبيّة. وتشمل أعمال أخرى جديرة بالذكر Nigai Natsu ("صيف المر"، 1979) وKisetsu no owari ("نهاية الموسم"، 1980). فاز ناكانو بالعديد من الجوائز الأدبية في حياته المهنيّة، التي تراكمت مع جائزة أكاديمية فنون اليابان في عام 2004.